# نويل أوليري
نويل أوليري (بالإنجليزية: Noel O'Leary)‏ هو لاعب كرة القدم الغالية أيرلندي، ولد في 5 مايو 1982 في Kilnamartyra ‏ في جمهورية أيرلندا.